# Smochevo Cove
Die Smochevo Cove (englisch; bulgarisch залив Смочево saliw Smotschewo) ist eine 1,6 km breite und 850 m lange Bucht an der Nordwestküste von Low Island im Archipel der Südlichen Shetlandinseln. Sie liegt südlich des Kap Wallace sowie der beiden Inseln Zebil Island und Glumche Island sowie nördlich des Fernandez Point.
Britische Wissenschaftler kartierten sie 2009. Die bulgarische Kommission für Antarktische Geographische Namen benannte sie 2013 nach der Ortschaft Smotschewo im Westen Bulgariens.